# 송왕호
송왕호(1983년 10월 18일  ~ )는 대한민국의 희극 배우이다.

## 생애
2017년 3월 25일에 5살 연하 보컬 트레이너와 결혼하였다.

## 학력
- 세종대학교 컴퓨터공학과 학사

## 연기활동

### 방송
- 《개그콘서트》
  - <갑을컴퍼니>
  - <현대 레알 사전>
  - <살아있네>
  - <엔젤스>
  - <귀막힌 경찰서> 범인 역
  - <그래 그래>
  - <이 부부가 사는 법>
  - <비정상 교도소>
  - <시청자 의견>
  - <10년 후>
  - <이.개.세 (이 개그맨들이 사는 세상)>
  - <나는 킬러다>
  - <횃불 투게더>
  - <아재씨> 퇴마사1 역
  - <왜딩> 신랑 역
  - <죽어도 못보내>아빠닭 역
  - <사랑이 LARGE>
  - <무.리.텔 (무비리틀 텔레비전)>
  - <세.젤.예 (세상에서 제일 예민한 사람)>
  - <다시보기>
  - <불상사> 과장 역
  - <돌아가>
  - <아무말 대잔치>
  - <배틀트집> 기자 역
  - <일당 Back>
  - <데빌스>
  - <다있Show>
  - <봉숭아학당> 호랑이 선생님 역
  - <그만했으면회>
- 《개그 스타》
  - 해결사 오기환
  - 위기 리크스
  - 동화 뉴스
- 《웃찾사》
  - 최강조교 문조교
  - 절대감 박사장님

## 유행어
- 나쁜 남자 국이에게 ~란(현대레알사전)
- 실패다!(나는 킬러다)
- 오늘 난 킬러로서의 첫번째 임무를 맡았다.(나는 킬러다)
- 자 간다.(나는 킬러다)
- 걸려 들었다.(나는 킬러다)
- 제가 한 번 확인해보겠습니다.(아재씨)
- 이봐 학생 괜찮아?(아재씨)
- 00라뇨? 저 이름 있거든요~~ 송왕호!!!(세.젤.예)
- 00가 아니라 송왕호라고요!!!(세.젤.예)
- 이봐! 임성욱! 내가 XX로 만들었더니 이거 XX로 만들었어??(불상사)
- 이건 OOO야(불상사)
- 죽었어! 꺼져!(불상사)

## 수상
- 2016년 KBS 연예대상 코미디부문 최우수코너상